# 氯化铜
氯化铜是铜(II)的氯化物，化学式为CuCl2。它是黄棕色固体，在空气中缓慢吸收水分生成蓝绿色的二水合物。自然界中氯化铜存在于很稀有的水氯铜矿中。

## 结构
无水CuCl2为变形碘化镉结构。由于姜-泰勒效应的缘故，涉及一对配体时，一个d电子定域在强反键的分子轨道中，因此大多数铜(II)化合物都与理想的八面体型结构有偏差。在CuCl2(H2O)2中，铜为高度变形的八面体构型，被两个水分子和四个氯离子配体所包围，配体还与其他Cu原子不对称桥联。

## 性质
氯化铜在水溶液中生成蓝色的[Cu(H2O)6]2+和黄红色的卤素配离子[CuCl2+x]x-。浓的CuCl2溶液中含有这些带色离子，呈混合色绿色；稀溶液的颜色则与温度有关，100°C时为绿色，室温下为蓝色。 氯化铜在火焰中发出蓝绿色光。
氯化铜为弱的路易斯酸，也是温和的氧化剂。其结构中含有扁平CuCl4的多聚长链。
1000°C时分解为CuCl和Cl2：
2 CuCl2(s)  →  2 CuCl(s)  +  Cl2(g)
氯化铜与盐酸或其他含氯离子的化合物反应，生成配离子CuCl3−和CuCl42−。
某些配离子的盐可以从水溶液中结晶出来，结构可以有很多种：

氯化铜还可与其他很多配体反应生成配合物，例如吡啶或三苯基氧化膦：
CuCl2  +  2 C5H5N  →  [CuCl2(C5H5N)2]  (四面体)
CuCl2  +  2 (C6H5)3P=O  →  [CuCl2((C6H5)3P=O)2]  (四面体)
但膦一类的“软”配体，如三苯基膦、碘离子、氰离子和一些叔胺，会还原氯化铜得到一价铜配合物。
为了从氯化铜得到一价铜，常用的方法是用二氧化硫还原其水溶液：
2 CuCl2(aq)  +  SO2  →   2 CuCl(s)  +  2 HCl(aq)  +  H2SO4(aq)
CuCl2可提供Cu2+，用于制备不溶的铜(II)盐类。例如氯化铜与氢氧化物反应得到不溶氢氧化铜，在30°C以上分解为氧化铜：
CuCl2(aq)  +  2 NaOH(aq)  →   Cu(OH)2(s)  +  2 NaCl(aq)
分解反应为：
Cu(OH)2(s)  →  CuO(s)  +  H2O(l)

## 制备
氯化铜可通过氧化铜、氢氧化铜或碳酸铜与盐酸反应制备：
CuO(s)+2HCl(aq)→CuCl2(aq)+H2O(l)
Cu(OH)2+2HCl→CuCl2+2H2O
无水CuCl2可由单质直接化合得到：
Cu+Cl2→CuCl2
用CaCl2-冰浴冷却氯化铜的热稀盐酸溶液可以得到纯净的CuCl2。

## 用途
工业上主要用氯化铜作为瓦克法中的催化剂，与氯化钯(II)共同催化乙烯转化为乙醛。该法中，PdCl2被还原为Pd，再经CuCl2氧化又得到PdCl2。氯化铜的还原产物CuCl可被通入的空气氧化回CuCl2，从而完成循环。
(1) C2H4(g)  +  PdCl2(aq)  +  H2O (l)  →  CH3CHO (aq)  +  Pd(s) +  2 HCl(aq)
(2) Pd(s)  +  2 CuCl2(aq)  →  2 CuCl(s)  +  PdCl2(aq)
(3) 2 CuCl(s)  +  2 HCl(aq)  +1/2O2(g)  →  2 CuCl2(aq)  +  H2O(l)
总反应：C2H4  +1/2O2  →  CH3CHO
氯化铜在有机合成中也有很广泛的应用。氧化铝存在下，它可以对芳香烃和羰基化合物的α-氢进行氯化：
反应在DMF之类的极性溶剂中进行，且常常加入氯化锂以加快反应速率。
CuCl2在氧气存在下也可氧化酚，主要产物可以是醌或是氧化二聚所得的偶联产物。后者可用于合成1,1-联二萘酚（BINOL）及其衍生物，产率和对映体过量百分数都很高：
这类化合物是合成BINAP时重要的中间体，其衍生物是不对称氢化反应常用的手性配体。
CuCl2也可催化磺酰氯对烯烃的自由基加成反应，碱存在下产物α-氯代砜可以发生消除得到乙烯基砜。
焰火中用氯化铜来产生蓝绿色光。